# Sebyne
Sebyne (ukr. Себине) – wieś na Ukrainie, w obwodzie mikołajowskim, w rejonie mikołajowskim. W 2023 liczyła 1353 mieszkańców.